# Zweibrütiger Würfel-Dickkopffalter
Der Zweibrütige Würfel-Dickkopffalter (Pyrgus armoricanus), auch Zweibrütiger Puzzlefalter,  ist ein Schmetterling aus der Familie der Dickkopffalter (Hesperiidae).

## Merkmale
Die Vorderflügellänge des Falters beträgt zwölf bis 14 Millimeter. Die Oberseiten der Vorder- und Hinterflügel sind von weißen Flecken geprägt. Besonders ausgeprägt ist der Diskalfleck auf dem Hinterflügel. Auf der Unterseite der Hinterflügel befindet sich eine Diskalbinde, besonders kräftig in Zelle vier, fünf und sechs. In Zelle 1c befindet sich ein runder Fleck. Beim Weibchen ist die Anzahl der Flecke auf der Oberseite geringer.
Das Ei ist gelbgrünlich, rundlich und abgeplattet. Die Außenseite weist zahlreiche, kräftige Längsrippen auf.
Die Raupen sind meist dunkelbraun bis graubraun, selten grünlich braun oder rötlich braun mit einem schwarzen Kopf und dunklem Nackenschild. Die je zwei Nebenrückenlinien sind hell und heben sich sehr deutlich von der Grundfarbe ab. Sie sind stark behaart, die Haare jedoch kurz. Der Rücken ist mit hellen Punkten übersät.
Die Puppe ist stark bläulich bereift mit einem sehr ausgeprägten Muster bestehend aus schwarzen Punkten und Strichen auf dem Rücken. 

## Geographisches Vorkommen und Lebensraum
Der Zweibrütige Würfel-Dickkopffalter ist von Nordafrika (Algerien und Marokko) über den größten Teil von Süd-, Mittel- und Südosteuropa, dem südlichen Osteuropa (Ukraine, Südrussland), dem Kaukasusgebiet, Kleinasien bis zum Iran und Turkmenistan verbreitet. Ein isoliertes Vorkommen verzeichnet Tshikovoletz im Gebiet des Südurals (Grenzgebiet Russland/Kasachstan). Er fehlt aber auf den britischen Inseln, den nordwesteuropäischen Küstengebieten und im größten Teil von Skandinavien. Die nördlichsten Vorkommen liegen in Südschweden (Schonen) und im südlichen Baltikum. Die Art ist im Norden ihres Verbreitungsgebietes sehr selten geworden. Sie kommt von etwa 50 bis 1700 Meter über NN vor, in Nordafrika von 1500 bis 1800 Meter. Die Art besiedelt sehr spärlich bewachsene Kalk-Magerrasen, wo Potentilla-Pflanzen frei auf dem Boden anliegen können oder von Moos umgeben sind; auch trockene, südexponierte Böschungen. Ihre Habitate müssen, zumindest in Mitteleuropa, durch ständige Beweidung offen gehalten werden.

## Lebensweise
Die Art ist mehrbrütig und ein Schnellentwickler, der unter optimalen Zuchtbedingungen eine kontinuierliche Generationenfolge bildet. Die Falter fliegen in Mitteleuropa von Ende Mai und Mitte Juni sowie von Anfang August bis Mitte September in zwei Generationen. In sehr warmen Jahren kann sogar noch eine partielle dritte Generation gebildet werden. In klimatisch ungünstigeren Gegenden (im Norden des Verbreitungsgebietes) gibt es dagegen nur eine Generation von Juni bis Juli. Die Weibchen legen die Eier einzeln an der Blattunterseite der Raupennahrungspflanzen ab. Die Raupen fressen an Kriechendem Fingerkraut (Potentilla reptans), Gewöhnlichem Frühlings-Fingerkraut (Potentilla tabernaemontani), Potentilla verna, Hohem Fingerkraut (Potentilla recta) und Sternhaarigem Frühlings-Fingerkraut Potentilla pusilla. In der Zucht fraßen sie auch an Gelbem Sonnenröschen (Helianthemum nummularium). Für Südschweden wird auch Kleines Mädesüß (Filipendula vulgaris) als Raupennahrung genannt. Sie leben in einem „Zelt“ aus zusammengesponnenen Blättern in der Moosschicht um die Nahrungspflanzen. Der Kot wird weit weggeschossen. Die Raupen können im 2. bis 4. Larvenstadium überwintern. Sie beginnen bereits an den ersten warmen Tagen im Frühjahr mit dem Fressen. Die Puppe ruht in einem konkonähnlichen Gespinst zwischen Blättern.

## Systematik
Die Gliederung der Art in Unterarten war in der Vergangenheit umstritten. So wurde 1940 für Mitteldeutschland die Unterart ssp. disjunctus durch  Alberti aufgestellt. Sie wird nicht von allen Autoren anerkannt.
- Pyrgus armoricanus armoricanus (Oberthür, 1910), in Westeuropa und Italien, Schweiz
- Pyrgus armoricanus disjunctus Alberti, 1940, in Norddeutschland. Populationen in Bayern und auch in Österreich werden von manchen Autoren zu dieser Subspezies gestellt.[6] Sie ist kleiner als die in Mitteleuropa fliegende Nominatunterart mit deutlicherer Zeichnung, die Zeichnungselemente sind etwas größer. Die Unterseite der Flügel ist etwas grauer.[7]
- Pyrgus armoricanus maroccanus (Charles Picard 1950), Nordafrika (Algerien und Marokko), diese Unterart ist etwas größer als die Nominatunterart, die Zeichnung ist deutlicher ausgeprägt. Die Vorderflügelunterseite ist entlang der inneren und äußeren Ränder sowie der Costa aufgehellt. Die Hinterflügelunterseite ist graugelblich.[8]
- Pyrgus armoricanus persicus (Reverdin, 1913),[9] Südgriechenland, Kreta, Kaukasusregion, Türkei und Iran.[10] Die Unterart weist geringe Abweichungen im männlichen Genitalapparat auf.

## Gefährdung
Der Zweibrütige Würfel-Dickkopffalter ist durch Habitatverlust, bedingt durch Eutrophierung, Brachfallen und Intensivierung, Überbauung, Zerstückelung, aber auch durch Renaturierungsmaßnahmen wie Wiedervernässungen von besiedelten Flachmooren, sowie durch Isolation der wenigen Bestände stark gefährdet. Stellenweise wird eine Arealerweiterung infolge der Klimaerwärmung beobachtet, da die höheren Temperaturen diese schnellbrütige Art begünstigen. Sie wird jedoch durch die zunehmende Fragmentierung und Veränderung der Habitate sicherlich z. T. wieder zunichtegemacht.